# 青木愛 (政治家)
青木 愛（あおき あい、1965年〈昭和40年〉8月18日 - ）は、日本の政治家、元テレビタレント・歌手。立憲民主党所属の参議院議員（3期）。
衆議院議員（3期）、民主党副幹事長、衆議院消費者問題に関する特別委員長、参議院行政監視委員長、参議院国土交通委員長、生活の党幹事長代理、自由党副代表兼参議院幹事長などを歴任した。

## 経歴
東京都墨田区生まれ、千葉県南房総市（旧千倉町）育ち。千倉町立健田小学校、千倉町立千倉中学校、千葉県立安房高等学校、千葉大学教育学部卒業。1999年、千葉大学大学院教育学研究科修士課程修了。

### タレント活動
1988年に千葉大学を卒業すると前後して、テレビ朝日系列で放送された番組『トゥナイト2』にレポーターとして出演し人気を得た。また、シンガーソングライターとしても活動し、CDアルバム「何処へゆくの」をはじめ、シングル6枚をリリースした。

### 保育士
1997年に千葉大学大学院教育学研究科音楽教育専攻の修士課程に入学し、1999年に修了して修士（教育学）の学位を取得した。その後、東京芸術大学大学院音楽研究科修士課程に入学するも1年で中退し、2000年から千葉県千倉町で実家が経営するゆうひが丘保育園で主任保育士として勤務した。

### 政治活動

#### 自由党へ参加と民主党と合併
2001年に小沢一郎政治塾を志望するも、35歳までの年齢制限で入塾は不可だが推薦されて自由党に参加する。
2003年に民主党と自由党が合併して、民主党千葉12区（内房地域）総支部長に就く。

#### 衆議院議員 (2003年 - 2005年)
2003年に、第43回衆議院議員総選挙で千葉12区の民主党公認候補者として立候補する。自由民主党公認の浜田靖一に敗れるが得票数87,522、惜敗率75.6パーセント (%) の結果で、重複立候補した比例南関東ブロックで復活当選した。厚生労働委員会、文部科学委員会、憲法調査会に所属する。
2005年に、『郵政解散』で行われた第44回衆議院議員総選挙で再び浜田と競い、得票数92,611で選挙区と比例代表ともに落選した。

#### 参議院議員 (2007年 - 2009年)
衆院選落選後は、社会福祉法人理事や小沢一郎の秘書を務めた。
2007年の第21回参議院議員通常選挙で比例区に立候補し、民主党内第3位の得票数297,034で当選した。参議院農林水産委員会、文部科学委員会、災害対策特別委員会に所属し、第170回国会の農林水産委員会で農業協同組合法等の一部を改正する法律案の発議者として深く関わった。民主党「次の内閣」文部科学部門で、事業仕分け担当主査として文部科学省所管の予算事業について事業存否の選定作業担当した。
2009年7月24日に民主党は、第45回衆議院議員総選挙で東京12区に現職参議院議員の青木を擁立すると発表し、小沢一郎党代表代行と共に鞍替え出馬記者会見を行った。公示日となる8月17日に衆院選に立候補したため、公職選挙法の規定により参議院議員を退職（自動失職）、欠員補充として同月22日に党比例名簿で次点だった広野允士の繰り上げ当選が中央選挙管理会の選挙会で決定した。

#### 衆議院議員 (2009年 - 2014年)
2009年8月30日の第45回衆議院議員総選挙で、現職参議院議員から鞍替え候補として選挙区を自身の地盤である千葉から東京12区に移して立候補した。当該選挙区は政権与党であった公明党の太田昭宏党代表（当時）の地盤で、政権交代選挙の象徴区として全国から注目を浴びた。青木は得票数118,753で小選挙区で当選し、太田は約1万票差の惜敗率91.5%で次点となり比例代表に重複立候補しておらず落選、その後自らが落選した責任を取って党代表を辞任している。
2009年11月に、青木の元公設秘書が「小沢一郎民主党幹事長の秘書から寄付を強要され、青木が参議院議員当時に代表を務めていた民主党参議院比例区第58総支部へ送金していた」と話したことが報道された。複数の秘書が「青木氏の政治団体へ寄付するよう強要された」と毎日新聞が報道した。国会議員秘書給与法は、公設秘書による任意の寄付は禁じていないが、第二十一条の三で公設秘書への寄付の勧誘や要求は禁じている。民主党は9月に開催した両院議員総会で、岡田克也幹事長名で「公設秘書の給与・手当は特別国家公務員としての労働の対価であり、強制はもとより任意の寄付も望ましくない」とする資料を配布し、今後は公設秘書からの寄付受領禁止を民主党の内規とすることを全議員に伝えた。
2009年10月7日に民主党副幹事長に就く。第173回国会から厚生労働委員会理事と国家基本政策委員会委員を勤める。
2009年12月10日に小沢訪中団に参加して北京を訪問する。
2010年9月、週刊新潮は青木と妻子ある小沢一郎の政策秘書の不倫疑惑を掲載した。
2012年の消費増税をめぐる政局で6月26日の衆議院本会議で行われた消費増税法案の採決で、党の賛成方針に反して反対票を投じた。7月2日に山岡賢次らを介して離党届が提出した。民主党は7月3日の常任幹事会で離党届を受理せず除籍処分とする方針を決定し、7月9日の常任幹事会で正式決定した。
2012年7月11日の「国民の生活が第一」結党に参加した。党広報委員長に就く。
12月に行われた第46回衆議院議員総選挙で嘉田由紀子滋賀県知事が代表を務める「日本未来の党」（「国民の生活」が合流）の候補として再び東京12区から立候補し、選挙区で公明党の元職太田昭宏に敗れたが、比例東京ブロックで復活当選した。
2014年12月に行われた第47回衆議院議員総選挙の東京12区は、青木のほか、公明党の太田昭宏、共産党の池内沙織、次世代の党の田母神俊雄の4者の戦いとなった。順位3位で敗れ、比例復活もかなわず落選した。

#### 参議院議員 (2016年-)
2016年7月10日投開票の第24回参議院議員通常選挙で、生活の党と山本太郎となかまたち公認をうけて参議院比例区で109,050票の個人得票を集め比例1位となる。同党は比例区で1議席を獲得して2年ぶりの国政に復帰した。7月26日に社民党と生活の党と山本太郎となかまたちが結成した参議院統一会派「希望の会」の幹事長に就いた。
2019年4月26日に所属する自由党が国民民主党に合流したことに伴い、国民民主党所属となった。
2020年9月15日、旧立憲民主党と旧国民民主党は、2つの無所属グループを加えた形で新「立憲民主党」を結成。青木も新党に参加。
2022年7月の第26回参議院議員通常選挙で、立憲民主党は比例代表で7議席を獲得。青木は党内得票数6位で当選した。
2024年9月23日に実施された代表選挙では野田佳彦の推薦人に名を連ねた。

## 政策・主張

### 憲法
- 憲法改正について、2016年の朝日新聞社のアンケートで「どちらかと言えば反対」と回答[28]。同年の毎日新聞社のアンケートで「反対」と回答[29]。
- 9条改憲について、2016年の毎日新聞社のアンケートで「反対」と回答[29]。

### 外交・安全保障
- 「他国からの攻撃が予想される場合には先制攻撃もためらうべきではない」との問題提起に対し、2016年のアンケートで「反対」と回答[28]。
- 「北朝鮮に対しては対話よりも圧力を優先すべきだ」との問題提起に対し、2016年のアンケートで「どちらとも言えない」と回答[28]。
- 安全保障関連法の成立について、2016年の毎日新聞社のアンケートで「廃止すべき」と回答[29]。
- 普天間基地の移設問題について、2016年の毎日新聞社のアンケートで「国外に移設すべき」と回答[29]。

### ジェンダー
- 選択的夫婦別姓制度の導入について、2016年のアンケートで「どちらとも言えない」と回答[28]。
- 同性婚を可能とする法改正について、2016年のアンケートで「反対」と回答[28]。
- クオータ制の導入について、2016年のアンケートで「どちらとも言えない」と回答[28]。

### その他
- 永住外国人への地方参政権付与について、2016年のアンケートで「どちらかと言えば賛成」と回答[28]。
- 首相の靖国神社参拝について、2016年のアンケートで「反対」と回答[28]。
- 「治安を守るためにプライバシーや個人の権利が制約されるのは当然だ」との問題提起に対し、2016年のアンケートで「反対」と回答[28]。
- 「原子力発電所は日本に必要だと思うか」との問いに対し、2016年の毎日新聞社のアンケートで「必要ない」と回答[29]。
- 2016年の米国大統領選挙について「ドナルド・トランプとヒラリー・クリントンのどちらを支持するか」との問いに対し、2016年の毎日新聞社のアンケートで「どちらとも言えない」と回答[29]。
- 2016年2月8日、高市早苗総務大臣は、放送局が政治的公平性を欠く放送を繰り返した場合、電波法に基づき電波停止を命じる可能性に言及した[30]。安倍晋三首相は2月15日の衆議院予算委員会で野党の批判に反論し、高市の発言を擁護した[31]。政府の姿勢をどう思うかとの問いに対し、2016年の毎日新聞社のアンケートで「問題だ」と回答[29]。
- 受動喫煙防止を目的に飲食店などの建物内を原則禁煙とする健康増進法改正に賛成。2016年の参院選に先駆けて行われた受動喫煙防止についての公開アンケートにおいて、レストランやバーを含む一般市民が出入りする場所は、2020年までに「罰則付きの禁煙とするべきである」と回答している[32]。

## 選挙歴
| 当落 | 選挙                     | 執行日         | 年齢 | 選挙区                  | 政党                           | 得票数     | 得票率 | 定数 | 得票順位 /候補者数 | 政党内比例順位 /政党当選者数 |
| ---- | ------------------------ | -------------- | ---- | ----------------------- | ------------------------------ | ---------- | ------ | ---- | ------------------ | ---------------------------- |
| 比当 | 第43回衆議院議員総選挙   | 2003年11月09日 | 38   | 比例南関東 （千葉12区） | 民主党                         | 8万7522票  | 40.8%  | 1    | 2/3                | /                            |
| 落   | 第44回衆議院議員総選挙   | 2005年09月11日 | 40   | 千葉12区                | 民主党                         | 9万2611票  | 37.1   | 1    | 2/3                | /                            |
| 当   | 第21回参議院議員通常選挙 | 2007年07月29日 | 41   | 比例区                  | 民主党                         | 29万7034票 | 6.7%   | 48   | 3/35               | 3/20                         |
| 当   | 第45回衆議院議員総選挙   | 2009年08月30日 | 44   | 東京12区                | 民主党                         | 11万8753票 | 45.2%  | 1    | 1/4                | /                            |
| 比当 | 第46回衆議院議員総選挙   | 2012年12月16日 | 47   | 比例東京 （東京12区）   | 日本未来の党                   | 5万6432票  | 25.4%  | 1    | 2/4                | /                            |
| 落   | 第47回衆議院議員総選挙   | 2014年12月14日 | 49   | 東京12区                | 生活の党                       | 4万67票    | 18.9%  | 1    | 3/4                | /                            |
| 当   | 第24回参議院議員通常選挙 | 2016年07月10日 | 50   | 比例区                  | 生活の党と山本太郎となかまたち | 10万9050票 | 69.0%  | 48   | 1/5                | 1/1                          |
| 当   | 第26回参議院議員通常選挙 | 2022年07月10日 | 56   | 比例区                  | 立憲民主党                     | 12万3742票 |        | 50   | 6/20               | 6/7                          |

当選回数5回（衆議院議員3・参議院議員2）

## 所属団体・議員連盟
- 朝鮮半島問題研究会
- 戸籍法を考える議員連盟
- 人権擁護法案から人権を守る会

## ディスコグラフィ

### シングル
- 愛は蜃気楼の中（1989年6月28日） 東芝EMI（現EMIミュージック・ジャパン）『トゥナイト』エンディングテーマ
  1. 愛は蜃気楼の中（作詞：許瑛子/作曲:青木愛）
  2. 幻の街（作詞：許瑛子/作曲：青木愛）
- さよならを越えて（1991年5月31日）
  1. さよならを越えて（作詞：竜真知子/作曲：三木たかし）
  2. 何処へ行くの（作詞/作曲：青木愛）
- 未来の子供達へ（1992年12月2日）
  1. 未来の子供達へ（作詞：AZUSA/作曲：大田黒裕司）
  2. ひとりぼっちのしっぽ（作詞：AZUSA/作曲：山梨鐐平）
- 古里発都会へ（1993年5月19日） 『はつらつスタジオ505』より
  1. 古里発都会へ（作詞/作曲：みなみらんぼう）
  2. 星空の迷子（作詞/作曲：みなみらんぼう）
- 幸せの行方（1993年6月16日） 『自然大好き!』エンディング・テーマ
  1. 幸せの行方（作詞：有森聡美/作曲：鈴木康博）
  2. 同じ空の下で（作詞/作曲：青木愛）
- 大阪恋みれん（1998年9月23日） キングレコードに移籍
  1. 大阪恋みれん（作詞：北村英明/作曲：上野正樹）
  2. 加西夢慕情（作詞：北村英明/作曲：上野正樹）

### アルバム
- 何処へゆくの（1991年12月11日） 東芝EMI（現EMIミュージック・ジャパン）
  1. 瞳…感じて（作詞/作曲：鍵山稔）
  2. 愛をけして（作詞：許瑛子/作曲：青木愛）
  3. さよならを越えて（作詞：竜真知子/作曲：三木たかし）
  4. このまま（作詞：AZUSA/作曲：西脇辰弥）
  5. いつか見た青い空（作詞：竜真知子/作曲：渡邊正浩）
  6. 夕ぐれ（作詞：AZUSA/作曲：青木愛）
  7. 星空の喝采（作詞：許瑛子/作曲：青木愛）
  8. 月夜に（作詞/作曲：青木愛）
  9. 愛は蜃気楼の中（作詞：許瑛子/作曲：青木愛）
  10. 時空（作詞：青木愛/作曲：鍵山稔）
  11. 何処へ行くの（作詞/作曲：青木愛）
  12. 千夜の涙（作詞：青木愛/作曲：鍵山稔）

## ドラマ出演
- 土曜ワイド劇場「西村京太郎サスペンス」鉄道おんな捜査官2（2002年、テレビ朝日）「私は殺された…鳴門の渦に女の叫び!」 - 声優の柏木裕子 役